# Klosterlangheim
Klosterlangheim  ist ein Stadtteil der oberfränkischen Stadt Lichtenfels im Landkreis Lichtenfels.
Das Kirchdorf liegt etwa fünf Kilometer entfernt von Lichtenfels und hat rund 400 Einwohner.

## Geschichte
Der Ort geht zurück auf das bedeutende Zisterzienser-Kloster Langheim, das 1132/33 gegründet und 1803 aufgehoben wurde. Die verbliebenen groß dimensionierten Gebäude erinnern an das Kloster, das dort 670 Jahre lang bestand.
Klosterlangheim liegt in einer Talspinne, die der Leuchsenbach durchfließt. Die Mönche hatten zum Hochwasserschutz sowohl Rückhaltungen außerhalb der Ortschaft als auch ein  Stollensystem errichten lassen, das das Wasser unterirdisch durch die Klosteranlage führte. Fischteiche entstanden am südlich gelegenen Oberlauf des Leuchsenbaches sowie an seinen Zuläufen.
Der umfangreiche klösterliche Gebäudekomplex mit einer großen Kirche wurde 1802 durch einen Brand teilweise zerstört. Nach der Säkularisation 1803 wurden die nicht länger benötigten Gebäude auf Abbruch verkauft und während der ersten Hälfte des 19. Jahrhunderts abgetragen.
Von der ehemaligen Klosteranlage sind die profanierte Katharinenkapelle (13. Jahrhundert), die Sepulturkapelle (1625), Teile des barocken Konventbaus, ein kleiner Rest der barocken Abtei, der Ökonomiehof (18. Jahrhundert) und weitere Wirtschaftsgebäude erhalten. 1875 hatte Langheim 284 Einwohner und 77 Gebäude. Die zuständige katholische Pfarrei und Schule befanden sich im 2,0 Kilometer entfernten Mistelfeld.

### Gemeinde (Kloster-)Langheim
Aufgrund des Zweiten bayerischen Gemeindeedikts vom Mai 1818 wurden Langheim und Roth zur Landgemeinde Roth vereint. Zu der Gemeinde gehörten auch die Einöden Bohnberg und Ziegengraben. Am 1. April 1951 wurde aus Teilen der Gemeinde Roth mit dem Ort Langheim die Gemeinde Langheim gebildet, die 1957 in Klosterlangheim umbenannt  und am 1. Juli 1974 in die Stadt Lichtenfels eingemeindet wurde.

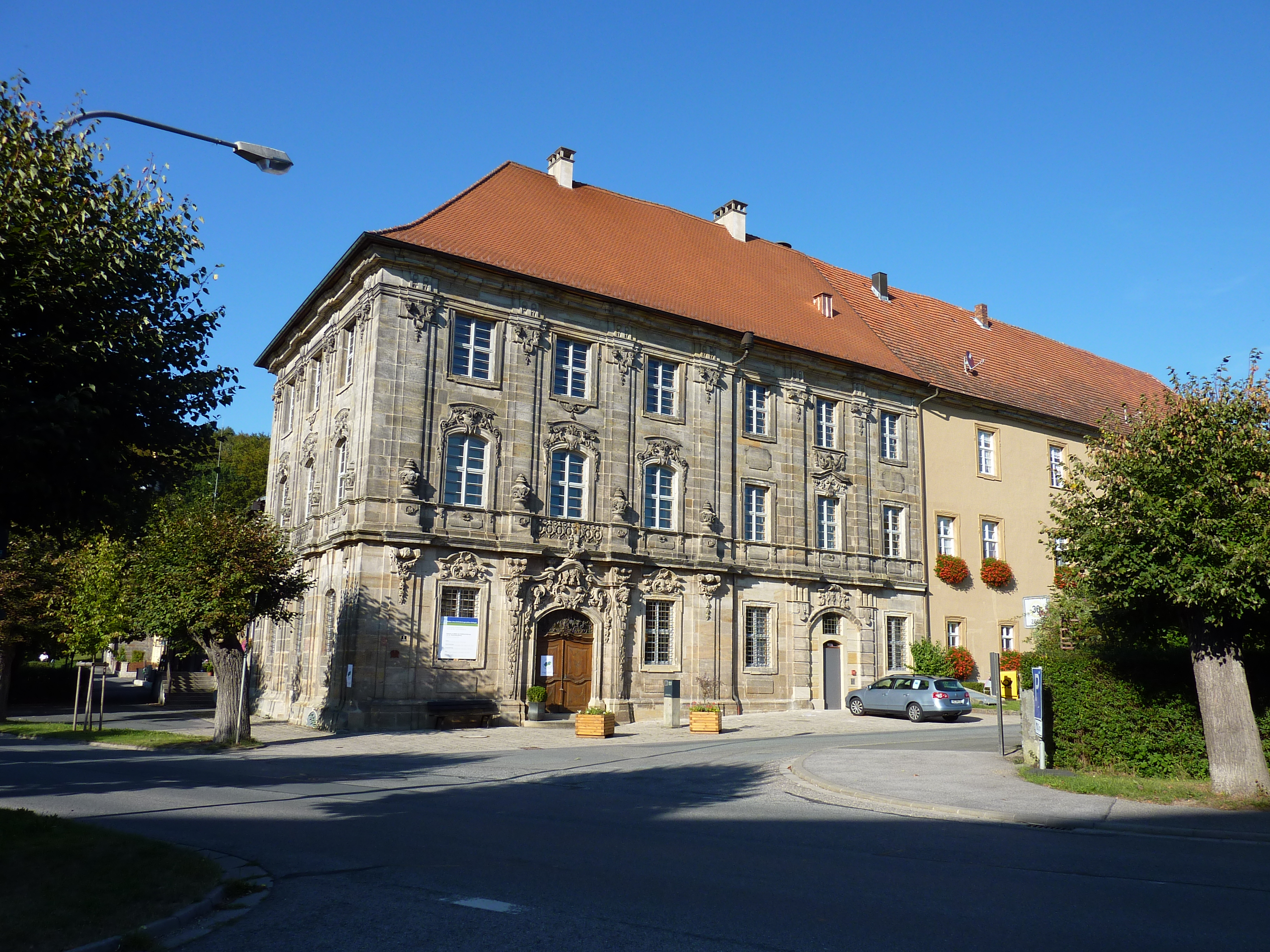
Teil der Klosteranlage
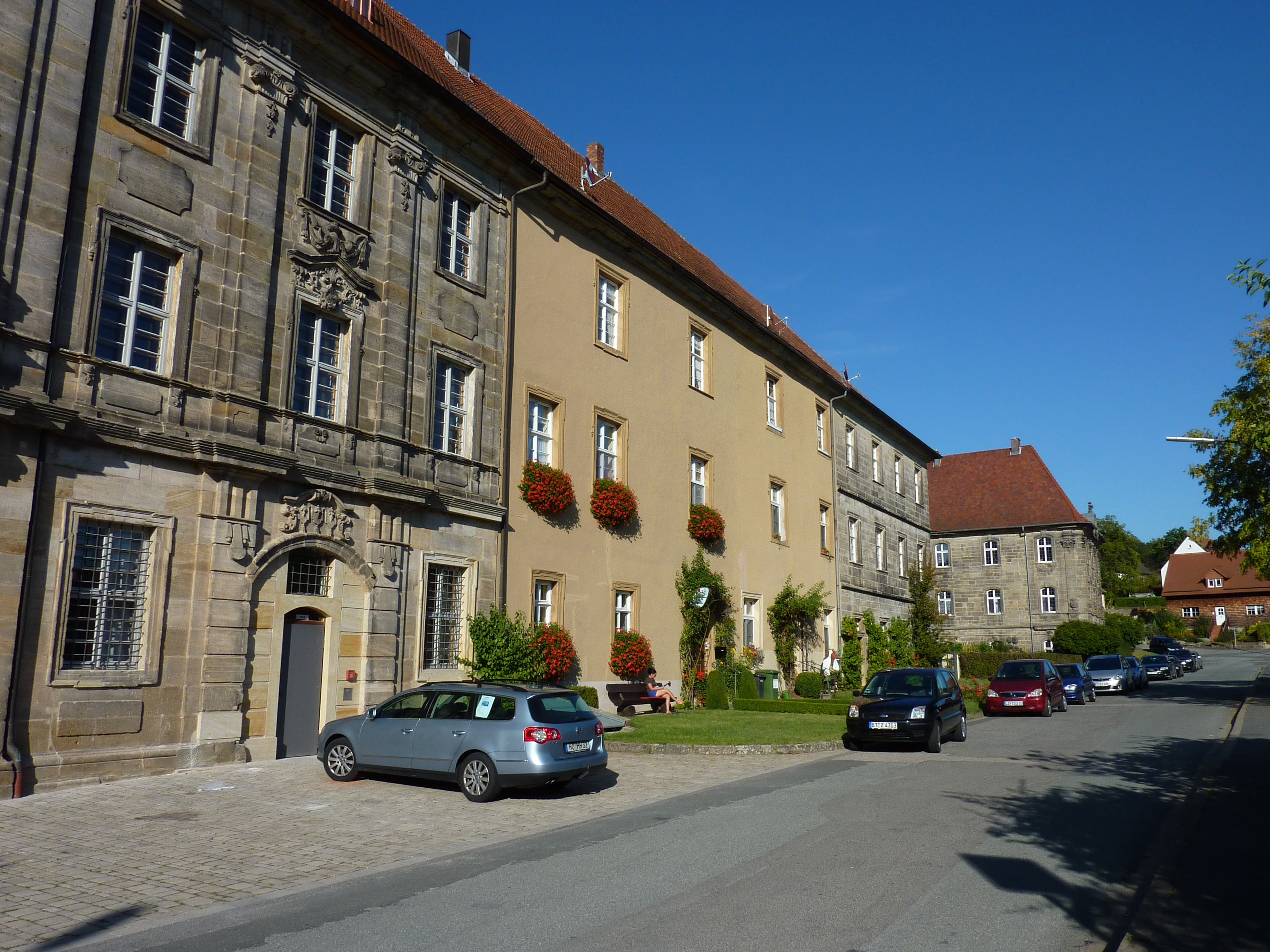
Straßenpartie
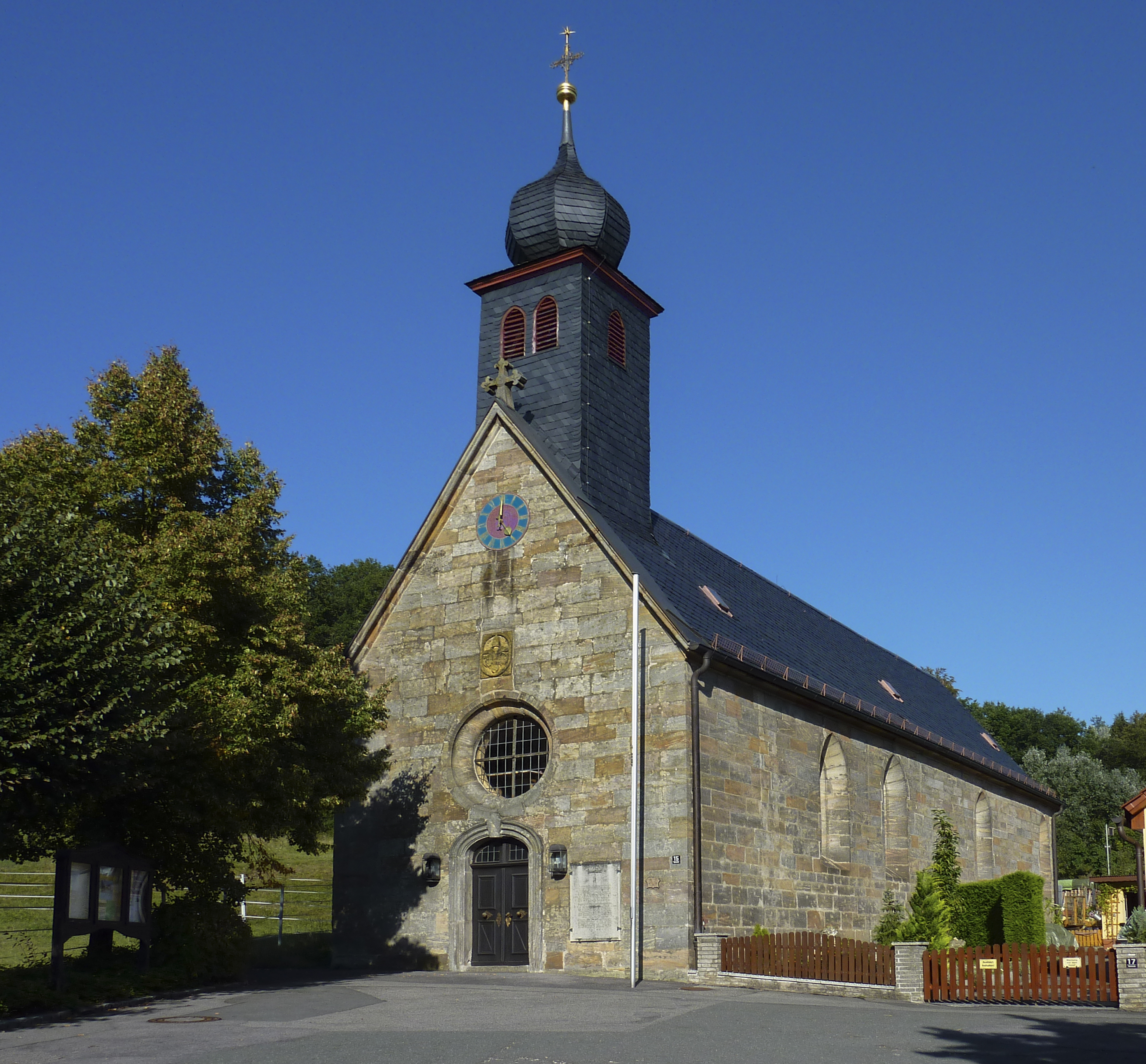
Filialkirche St. Michael, ursprünglich Sepulturkapelle

## Sehenswürdigkeiten
In der Liste der Baudenkmäler in Lichtenfels (Oberfranken) sind für Klosterlangheim 22 Baudenkmäler ausgewiesen.
In dem baulichen Rest der barocken Abtei gibt es seit 1982 ein Heimatmuseum, das an die Geschichte des Klosters und des Ortes erinnert, gegründet und betreut vom Verein der Heimatfreunde Klosterlangheim.